# Munhall
Munhall es un borough ubicado en el condado de Allegheny en el estado estadounidense de Pensilvania. En el año 2000 tenía una población de 12.264 habitantes y una densidad poblacional de 2,049.9 personas por km².

## Geografía
Munhall se encuentra ubicado en las coordenadas 40°23′28.33″N 79°54′4.4″O / 40.3912028, -79.901222.

## Demografía
Según la Oficina del Censo en 2000 los ingresos medios por hogar en la localidad eran de $32,832 y los ingresos medios por familia eran $41,847. Los hombres tenían unos ingresos medios de $32,202 frente a los $24,029 para las mujeres. La renta per cápita para la localidad era de $18,052. Alrededor del 11.9% de la población estaba por debajo del umbral de pobreza.